# Cadrezzate con Osmate
Cadrezzate con Osmate är en kommun i provinsen Varese i regionen Lombardiet i Italien. Kommunen hade 2 689 invånare (2019).
Kommunen Cadrezzate con Osmate bildades den 15 februari 2019 genom en sammanslagning av de tidigare kommunerna Cadrezzate och Osmate.